# David Howell (politicus)
David Arthur Russell Howell, Baron Howell van Guildford (Londen, Engeland, 18 januari 1936) is een Brits politicus van de Conservative Party.
Howell was tussen 1970 en 2012 bewindspersoon in de kabinetten-Heath (1970–1974), Margaret Thatcher (1979–1983) en Cameron I (2010–2012). Zijn oudste dochter was getrouwd met mede politicus George Osborne die minister van Financiën was in de kabinetten-Cameron I en II.
- Bibliothèque nationale de France: cb12432347q (data)
- CiNii: DA03968067
- Gemeinsame Normdatei: 170101886
- International Standard Name Identifier: 0000 0001 1450 7695
- Library of Congress Control Number: n50029819
- Bibliotheek van het Japanse parlement: 00468605
- Nationale Bibliotheek van Tsjechië: xx0079324
- Nationale Bibliotheek van Israël: 987007330134605171
- Nederlandse Thesaurus van Auteursnamen: 068521340
- Système universitaire de documentation: 033460000
- Virtual International Authority File: 85822804
- WorldCat: E39PBJyGYrmtBb3vRdwrX8H9jC